# Рикота
Рикота је италијански сир од овчјег, крављег, козјег или италијанског млека сурутке из буфала, који је остао од производње других сирева. Као и други сируткасти сир, он се прави коагулацијом протеина који остају након што се случај користи за производњу сира, посебно албумина и глобулина.
Рикота (буквално значење "прокувано") протеин може бити убран ако се прво дозволи да постане више кисело додатном ферментацијом (пуштајући да стоји 12-24 сата на собној температури). Затим се закисељена сурутка загреје до скоро кључања. Комбинација ниског pH-вредности и високотемпературног денатурног протеина и изазива таложење, формирајући фину сурутку. Када се охлади, одваја се пропуштајући течност на крају тканине, остављајући сурутку иза себе.
Сурутка рикоте је кремасто бела по изгледу и благо слатког укуса. Садржај масти се мења у зависности од бренда и врсте млека. У овој форми је донекле слична по текстури неким варијантама свежег сира, иако знатно лакшим. Врло је кварљива. Рикота се, међутим, производи иу старијим сортама које се дуго задржавају.

## Историја
Производња рикоте на италијанском полуострву датира још из бронзаног доба. У другом миленијуму пре нове ере, керамичке посуде назване котлови за млеко почели су се појављивати често и очигледно су били јединствени за полуострво. Оне су дизајниране да кувају млеко на високим температурама и спречавају врење млека. Свежи сиреви коагулисани киселином произведени са овим котловима су вероватно направљени од целог млека.
Римљани су правили рикоту, али писци о пољопривреди, као што су Катон Старији, Марко Теренције Варон и Луције Јуније Модерат Колумела, то не спомињу. Они су описали производњу сира који се коагулира са сириштем, али нису писали о котловима за млијеко или сиру који је коагулисан киселином. Вероватни разлог је тај што рикота није била профитабилна, јер њен веома кратак рок трајања није омогућио дистрибуцију на урбана тржишта. Рикоту су највјероватније конзумирали пастири који су је направили. Ипак, докази из слика и литературе показују да су рикоту познавали и вјероватно јели римски аристократи.
Апенинске пастире још су користили керамички котлови за производњу млијека како би направили рикоту у 19. веку. Данас се користе метални котлови за млеко, али су се методе производње мало промениле од давнина.

## Производни процес
Протеин сирутке је врста протеина млека, али постоје и бројни други протеини млека. Сама сирутка је мање од 1% протеина по тежини. То значи да је производња рикоте процес ниског приноса, с обзиром на количину сирутке која је потребна за производњу. Сирутка се загрева, понекад додатном киселином као што је сирће или сок од лимуна да би се катализовала коагулација кроз топлоту албумина и глобулина у сурутки. Сирутка се загрева на температури близу температуре кључања, много топлију него током производње оригиналног сира, од којег је сурутка остатак.

## Варијанте кроз деценије
Свежа рикота може бити подвргнута додатној преради како би се произвеле варијанте које имају дужи рок трајања. Ове методе производње укључују сољење, печење и даљу ферментацију. Салата рикота је прешана, сољена, сушена и старија сорта сира. Млечно бела и чврста и користи се за рибање или бријање. Салата се продаје у котачима, украшена је деликатним узорком кошаре. Печена рикота се производи тако што се у пећницу стави велика грудвица меке рикоте, док се не развије браон, лагано изгорела кора, понекад чак и док не постане песковито смеђа до краја. Овако служена рикота је популарна првенствено на Сардинији и Сицилији. Димљена рикота слична је печеној и производи се стављањем коцкице меке рикоте у пушницу све док не развије сиву кору и добије мирис жара, обично од храста или кестена. Јака рикота, производи се од остатака било које комбинације рикоте од крављег, козјег или овчјег млијека. Дозвољено им је старење око годину дана, током којих се сир меша свака два или три дана како би се спречио раст буђи. Додаје се и со. Крајњи резултат је мекана и кремаста смеђа смеса која има веома пикантан укус. Производи се у јужном делу провинције Лече и продаје се у стакленим посудама. Намазана је на хлебу, помешана са парадајз сосом за тестенину или додата у поврће.

## Уобичајени кулинарски облици
Као маскарпоне у северној италијанској кухињи, рикота је омиљена компонента многих италијанских дезерата, као што су колачи од сира и каноли. Такође, различити колачићи укључују рикоту као састојак. Рикота се може помешати са зачинима, као што су шећер, цимет, вода од цвета наранџе, јагоде, а понекад и чоколаде, а служи као дезерт. Ова основна комбинација (често са додацима као што су цитруси и пистаћи) такође је истакнута као пуњење сицилијанске каноле и слојевита са деловима колача у Палермовој касати. Рикота се такође често користи у укусним јелима, укључујући тестенину, калцоне, стромболе, пицу, лазање и равиоле. Користи се и као замена за мајонез у традиционалној салати од јаја или туњевине. Локална рикота се суши на сунцу и претвара у тврду, жвакану таблету звану чурпи у хималајским областима, посебно у Бутану, Сикиму, Дарјелингу и деловима Непала.

### Слични сиреви који нису Италијанског порекла
Док се италијанска рикота обично прави од сурутке овчијег, крављег, козјег или италијанског сира моцарела, амерички производ се готово увек прави од крављег млека. Иако су оба типа са мало масноће и натријума, италијанска верзија је природно слатка, док је америчка мало сланија и влажнија. У Тунису, рикота из града Беје је блиска у односу на рикоту, осим што је увек свеже-мека и није остарела. Производи се искључиво од сурутке овчијег млека. Рикота се користи и као основа неколико препарата и јела туниске кухиње. У Шпанији се може солити или засладити за кување. Понекад се користи као пуњење за тортиље и тако се или служи као додатак грашку. Шпанци су њихову врсту рикоте одвели чак до Мексика где је врло популаран.
Румунска урда и македонска урда се праве поновном обрадом сурутке која је исушена из било ког сира. Урда је стога слична свежој рикоти, јер његова производња подразумева исти технолошки процес. Међутим, румунска урда се не дими нити пече у рерни као неке варијанте италијанске рикоте. Урду су вековима производили румунски пастири и Румуни су га сматрали традиционалним румунским производом. У Грчкој су врло сличне антхотирос и маноури, направљене од овчјег или козјег млијека.